# The Naked Brothers Band: Mystery Girl
The Naked Brothers Band: Mystery Girl is een deel documentaire en rock-mockumentary musicalfilm. Het is oorspronkelijk de eerste en de tweede aflevering van het derde seizoen van The Naked Brothers Band. De première was op 18 oktober 2008.

## Verhaal
In de film maakt The Naked Brothers Band een film genaamd Mystery Girl. Rosalina (Allie DiMeco) vindt dat ze niet kan acteren waarna ze zichzelf uit het scenario probeert te schrijven. Omdat Rosalina een wedstrijd gewonnen heeft, kreeg ze een rondreis van zes maanden cadeau. Ze laat het ticket ergens vallen en Cooper (Cooper Pilot) vindt het, geeft het terug aan Rosalina en ze vraagt of hij het niet aan Nat wil vertellen. Even daarna komt Nat (Nat Wolff) erachter dat Rosalina iets voor hem verbergt en hij wil weten wat. Hij komt er onder een opname achter dat Rosalina het ticket achter haar rug heeft. Hij is erg boos en heeft dan ook een tijdje ruzie met Rosalina. Nat komt erachter dat Miranda Cosgrove de Mystery Girl is en weet hij dat hij met haar moet zoenen. Dat staat echter in het scenario. Na de kusscène beseft hij dat hij juist blij moet zijn voor Rosalina omdat Miranda hem dat gezegd heeft. Hij gaat die avond naar Rosalina en gaat met de hele band voor haar appartement Your Smile zingen. Cooper wordt de nieuwe regisseur van de film.

## Rolverdeling

### Vaste acteurs
| Acteur           | Personage |
| ---------------- | --------- |
| Nat Wolff        | Nat       |
| Alex Wolff       | Alex      |
| Thomas Batuello  | Thomas    |
| Allie DiMeco     | Rosalina  |
| David Levi       | David     |
| Qaasim Middleton | Qaasim    |
| Cooper Pillot    | Cooper    |
| Jesse Draper     | Jesse     |
| Michael Wolff    | Michael   |

### Gastrollen
| Acteur           | Personage | Opmerkingen |
| ---------------- | --------- | ----------- |
| Miranda Cosgrove | haarzelf  | Gastrol     |

### Kleine rollen
| Acteur               | Personage   |
| -------------------- | ----------- |
| Andrew Keenan-Bolger | Christophe  |
| Randy Blair          | Benny       |
| Mimi Lieber          | Choreograaf |

## Nummers
| Nummer                       | Geschreven door | Gezongen door |
| ---------------------------- | --------------- | ------------- |
| Blueberry Cotton             | Alex Wolff      | Alex Wolff    |
| Face In The Hall             | Nat Wolff       | Nat Wolff     |
| I Don't Want to Go to School | Nat Wolff       | Nat Wolff     |
| Scary World                  | Nat Wolff       | Nat Wolff     |
| Your Smile                   | Nat Wolff       | Nat Wolff     |